# Edificio Caja Popular de Ahorros de Tucumán
El Edificio Caja Popular de Ahorros es un edificio de San Miguel de Tucumán, Tucumán, Argentina. Es la sede de la Caja Popular de Ahorros, sobre la calle San Martín 469. Es patrimonio cultural provincial desde 2013 y bien de interés municipal desde 2000.

## Historia
La Caja Popular de Ahorros fue creada en 1915, funcionando originalmente en la intersección de calles 24 de septiembre y 25 de mayo. En 1922 la institución se trasladó al viejo edificio del Banco Francés en la esquina de las calles Maipú y San Martín, actual sede de la Dirección General de Rentas. En 1936 se comenzó a construir el actual edificio en la gobernación de Miguel Mario Campero, siendo inaugurado en 1939.
El edificio fue obra de los arquitectos Martín Noel, Alfredo Guido y Manuel Escasany, construido por la empresa Sollazo Hermanos y con un costo de M$N 1 600 000. En 1969 el edificio fue ampliado, construyendo un anexo sobre la calle 25 de mayo. En 2021 se proyectó la construcción de una nueva sede para la institución financiera, más no se llevó a cabo. El inmueble está catalogado como Patrimonio cultural provincial desde 2013 y bien de interés municipal desde el año 2000.

## Descripción
El edificio tiene una superficie de 1406 m², contando con un subsuelo, dos entrepisos y tres pisos. Las plantas son de uso bancario y de oficinas, mientras los dos entrepisos conforman un salón de usos múltiples. Es de estilo art déco combinado con racionalismo ante la ausencia de ornamentación en la fachada de piedras y hormigón armado. Al momento de su inauguración, fue el primer edificio de Tucumán en contar con sistema de aire acondicionado y calefacción, además de un reloj maestro y un sistema buscapersonas.